# Die schwarze Flasche
Die schwarze Flasche ist ein Drama in einem Aufzug von Eduard von Keyserling. Während Keyserling heute vor allem als Autor von Romanen und Erzählungen ein Begriff ist, war er um 1900 vor allem als Theaterautor bekannt. Das bereits 1902 auf der Kabarettbühne „Die Elf Scharfrichter“ uraufgeführte Werk galt lange als verloren und wurde erst 1990 von dem deutschen Literatur- und Theaterwissenschaftler Peter Sprengel wiederentdeckt.
Das zentrale Motiv, ein verhinderter gemeinsamer Suizid eines Paares, kommt schon 1892 in Keyserlings Roman Die dritte Stiege vor.

## Handlung
Der Student und erfolglose Dichter Max und seine junge Geliebte Milli haben sich ein Hotelzimmer genommen. Zu Beginn des Dramas zeigt gerade ein Kellner ihnen das Zimmer und nimmt ihre Bestellung für das Abendessen entgegen. Als dieser verschwunden ist, erfährt man, dass Max und Milli sich in dieser Nacht in dem Zimmer das Leben nehmen wollen. Milli ist ihren Eltern weggelaufen, Max’ Gedichte wurden von einem Verleger abgelehnt und zudem droht ihm, „wegen dieses fürchterlichen Wechsels“ verhaftet zu werden.
Max versucht, sich und Milli in eine ruhige, erhabene, dem Anlass würdige Stimmung zu bringen, und redet in poetischen Worten vom sanften Hinübergleiten in den Tod. Seine Mühe ist jedoch vergeblich, denn alles macht Milli nervös: erst der Tonfall des Kellners, dann der Anblick der schwarzen Giftflasche, die Max dabeihat, schließlich die Geräusche eines anderen Paares im Nebenzimmer. Zudem werden sie immer wieder gestört: Erst bringt der Kellner das Essen, später bringt das Stubenmädchen einen Krug mit Wasser, zuletzt bringt der Kellner die Cremeschnitten als Dessert und gerät mit Max in Streit darüber, ob diese überhaupt bestellt worden sind.
Inzwischen ist Milli so nervös und hat so eine Angst vor der Flasche, dass sie sofort aufbrechen und den Plan woanders zu Ende bringen will. Die beiden wollen gerade das Zimmer verlassen, als der Kellner wiederkommt und sie bittet, sich ihrem Selbstmordpakt anschließen zu dürfen. Er sei unglücklich in eine Dame verliebt, die er einst im Hotel bedient habe, jedoch nie mehr wiedersehen könne. Zudem leide er darunter, als Kellner immer so nah an Menschen mit starken Gefühlen zu sein, ohne selbst Gefühle zeigen zu dürfen. Max und Milli streiten zunächst ihren Suizidplan ab, dann geben sie ihn zu, lehnen aber die „Begleitung“ des Kellners ab. Sie verlassen das Zimmer und lassen die Flasche auf dem Tisch stehen. „Sie werden nicht den Mut haben“, sagt der zurückbleibende Kellner, und mit seinem starren Blick auf die Flasche fällt der Vorhang.

## Rezeption
„In der Blüte des Jugendstils in Schwabing verfasst, ironisiert [Die schwarze Flasche] diesen bereits. [...] Präziser kann man Spott über den Ästhetizismus, die Entlarvung dekadenter Illusionen und der Todessehnsucht als Modeerscheinung kaum ausdrücken.“

## Ausgaben
- Eduard von Keyserling: Die schwarze Flasche. Hrsg. und mit e. Nachw. vers. von Peter Sprengel. Friedenauer Presse, Berlin 1990.
- Eduard von Keyserling: Die schwarze Flasche. LIWI Literatur- und Wissenschaftsverlag, Göttingen 2020. (Volltext PDF)
- Die schwarze Flasche im Projekt Gutenberg-DE